# Mikaela Ramel
Camilla Mikaela Ramel, född 24 oktober 1971, är en svensk skådespelare och teaterregissör. Hon är dotter till Mikael Ramel och barnbarn till Povel Ramel.

## Biografi
Ramel medverkade mellan 1999 och 2002 i TV-serien Rederiet, där hon först gjorde rollen som Angelique och därefter den som Eva Remmer. Hon har även medverkat i långfilmerna Suxxess (2002) och Återträffen (2013).
Som regissör har Ramel gjort uppsättningar som Fången vid fyren och Burkpojken (2013), den sistnämnda en dramatisering av Christine Nöstlingers roman med samma namn. Pjäsen spelades som en skolföreställning samt vid Uppsala Stadsteater. Hösten 2015 regisserade hon urpremiären av Olof Willgrens äldrevårdsdrama La Paloma på Smålands Musik och Teater och turné.
Mikaela Ramel tillhör den fasta skådespelarensemblen på Uppsala Stadsteater.

## Filmografi
- 1999 – Mamy Blue
- 1999 – Rederiet (TV-serie) (till och med 2002)
- 2002 – Suxxess
- 2003 – Cleo (TV-serie)
- 2004 – Blinda fläckar
- 2013 – Återträffen
- 2016 – Maria Wern – Smutsiga avsikter
- 2017 – Bonusfamiljen (TV-serie)
- 2019 – Fartblinda (TV-serie)
- 2021 – Young Royals (TV-serie)
- 2021 – Den osannolika mördaren (TV-serie)

## Teater

### Roller (ej komplett)
| År   | Roll                                      | Produktion                                                          | Regi                  | Teater                                                                                                  |
| ---- | ----------------------------------------- | ------------------------------------------------------------------- | --------------------- | --- |
| 2013 | Olga                                      | Tre systrar (Три сeстры, Tri sestry) Anton Tjechov                  | Dennis Sandin         | Uppsala stadsteater                                                                                     |
| 2017 |                                           | Som i en dröm                                                       | Birgitta Egerbladh    | Uppsala stadsteater                                                                                     |
| 2018 | Laura LaPlante                            | Ett skri i natten Anders Lundin och Hans Marklund                   | Hans Marklund         | Uppsala Stadsteater                                                                                     |
| 2020 |                                           | Farliga förbindelser (Les Liaisons dangereuses) Christopher Hampton | Anna Azcárate         | Uppsala stadsteater                                                                                     |
| 2020 | Irina Nikolajevna Arkadina, gift Trepleva | Måsen (Чайка, Tjajka) Anton Tjechov                                 | Dennis Sandin         | Uppsala stadsteater                                                                                     |
| 2022 | 4                                         | Solitaire Lars Norén                                                | Sofia Adrian Jupither | Dramaten/ Uppsala stadsteater/ Folkteatern, Göteborg/ Riksteatern/ Svenska Teatern/ Den Nationale Scene |
| 2023 | Roz                                       | 9 to 5 Patricia Resnick och Dolly Parton                            | Farnaz Arbabi         | Uppsala stadsteater                                                                                     |
| 2024 |                                           | Folkets fiende (En folkefiende) Henrik Ibsen                        | Philip Zandén         | Uppsala stadsteater                                                                                     |

### Regi (ej komplett)
| År   | Produktion                        | Upphovsmän                              | Teater                    |
| ---- | --------------------------------- | --------------------------------------- | ------------------------- |
| 2017 | Strålande, Miss Foster! Glorious! | Peter Quilter Översättning Calle Norlén | Smålands Musik och Teater |